# The Flood (álbum)
The Flood es el segundo álbum de estudio de la banda estadounidense de Metalcore "Of Mice & Men". Fue lanzando el 14 de junio de 2011 a través de Rise Records. El 13 de mayo de 2011 lanzaron la canción Still YDG'N que fue el primer adelanto del disco.

## Recepción crítica
"The Flood" ha sido bien recibido por la crítica. El álbum recibió 9.5/10 en Rock Sound que describió el álbum como "Una experiencia memorable, un interruptor de proporciones épicas".

## Rendimiento comercial
Durante su primera semana de venta, el álbum vendió 19.000 copias en los Estados Unidos. A partir de enero de 2014, el álbum había vendido aproximadamente 540.000 copias en el país.

## Lista de canciones
| The Flood |                                 |          |  |
| N.º       | Título                          | Duración |  |
| 1.        | «O.G. Loko»                     | 3:18     |  |
| 2.        | «Ben Threw»                     | 3:11     |  |
| 3.        | «Let Live»                      | 4:16     |  |
| 4.        | «Still YDG'N»                   | 3:11     |  |
| 5.        | «My Understanding»              | 2:33     |  |
| 6.        | «Ohioisonfire»                  | 3:08     |  |
| 7.        | «Purified»                      | 3:35     |  |
| 8.        | «Product Of A Murderer»         | 3:52     |  |
| 9.        | «Repeating Apologies»           | 3:43     |  |
| 10.       | «The Great Hendowski»           | 3:06     |  |
| 11.       | «I'm A Monster»                 | 1:59     |  |
| 12.       | «When You Can't Sleep At Night» | 3:32     |  |
| 39:24     |                                 |          |  |

| The Flood Deluxe Reissue |                                 |          |  |
| N.º                      | Título                          | Duración |  |
| 1.                       | «The Calm»                      | 1:50     |  |
| 2.                       | «The Storm»                     | 4:04     |  |
| 3.                       | «The Flood»                     | 3:10     |  |
| 4.                       | «The Depths»                    | 3:46     |  |
| 5.                       | «O.G. Loko»                     | 3:18     |  |
| 6.                       | «Ben Threw»                     | 3:11     |  |
| 7.                       | «Let Live»                      | 4:16     |  |
| 8.                       | «Still YDG'N»                   | 3:11     |  |
| 9.                       | «My Understanding»              | 2:33     |  |
| 10.                      | «Ohioisonfire»                  | 3:08     |  |
| 11.                      | «Purified»                      | 3:35     |  |
| 12.                      | «Product Of A Murderer»         | 3:52     |  |
| 13.                      | «Repeating Apologies»           | 3:43     |  |
| 14.                      | «The Great Hendowski»           | 3:06     |  |
| 15.                      | «I'm A Monster»                 | 1:59     |  |
| 16.                      | «When You Can't Sleep At Night» | 3:32     |  |
| 51:34                    |                                 |          |  |

## Personal
- Austin Carlile: Voz Gutural
- Phil Manansala: Guitarra Líder
- Alan Ashby: Guitarra Rítmica
- Shayley Bourget: Voz Melódica y Bajo
- Valentino Arteaga: Batería